# Ivan Konstantinovitch Morozov
 Ivan Konstantinovitch Morozov  (en russe : Иван Константинович Морозов), né en 1905 dans l'Empire russe et décédé en 1979 en URSS, est un militaire soviétique, major-général.

## Biographie
Morozov est né le 6 janvier 1905 à Kagalnitskaïa (Oblast de l'armée du Don). En juin 1918, il rejoint l'Armée rouge à Rakov (aujourd'hui Novobataïsk) pendant la guerre civile russe .
Du 20 mars 1941 au 6 février 1942 il commande la 236e division d'infanterie. De mars 1942 à mai 1943 il commande la 19e armée (Union soviétique).

## Décorations
- Ordre de Lénine
- Ordre de l'Étoile rouge